# Фонд электронных рубежей
Фонд электронных рубежей (англ. Electronic Frontier Foundation, EFF) — международная некоммерческая группа по защите цифровых прав, базирующаяся в Сан-Франциско, Калифорния. Фонд был основан 10 июля 1990 года Джоном Гилмором, Джоном Перри Барлоу и Митчем Капором для продвижения гражданских свобод в Интернете.
Сфера деятельности организации включает поддержку, разработку и развитие новых законопроектов для защиты гражданских прав пользователей, стратегии общих требований цензуры, многообразия сообществ и другое. Существует за счёт вкладов индивидуальных членов и корпораций. EFF участвовала в судебных процессах против таких организаций, как Министерство юстиции США, Apple, Sony BMG и AT&T. В 2007 было открыто европейское отделение. Директором европейского отделения был Кори Доктороу. Деятельность Фонда отражается в произведениях, касающихся вопросов криптографии и прав в цифровом мире, в частности, в произведениях того же Доктороу и «Цифровой крепости» Дэна Брауна.
Фонд электронных рубежей ежегодно вручает премию EFF Pioneer Award, за значительный вклад в расширение прав и возможностей индивидуумов при помощи компьютеров.

## Основание
«Фонд электронных рубежей» образован в июле 1990 года Джоном Гилмором, Джоном Перри Барлоу и Митчеллом Кейпором в ответ на ряд действий со стороны правоохранительных органов, по которым стало ясно, что власти обладают значительной информацией о новых формах общения в Интернете, и что существует необходимость в усилении защиты гражданских свобод в Интернете.
Одним из первых судебных дел, в которых принял участие Фонд, стало дело Steve Jackson Games, Inc. против Секретной службы США.

## Программное обеспечение, созданное EFF или по его инициативе
В августе 2011 года Фонд электронных рубежей представил финальную версию расширения для браузера Firefox — HTTPS Everywhere. Расширение позволяет выбирать по умолчанию соединение HTTPS, если такая опция доступна. Предполагается, что протокол HTTPS будет применяться ко всем сайтам, поддерживающим шифрование SSL (Facebook, Twitter, Wikipedia…). Таким образом, достигается более высокий уровень защиты пользователя, особенно если подключение к Интернету осуществляется через сеть публичного доступа.
В мае 2014 года EFF выпустил плагин Privacy Badger для браузеров Chrome и Firefox. Целью «барсука» является блокирование отслеживающих куки и скриптов от тех компаний, которые не обращают внимания на то, что пользователь выставил в своём браузере ключ «Do Not Track» (англ. — «не отслеживать»), и всё равно продолжают отслеживать перемещения пользователя по сайтам в Интернете. EFF говорит об этом плагине так: «Если рекламодатель отслеживает ваши перемещения без вашего разрешения, то после установки Privacy Badger Вы исчезнете с его экранов».

## Известные судебные процессы с участием EFF
Пролоббированы поправки к закону об интеллектуальной собственности, предложенные Бюро регистрации авторских прав и Библиотекой Конгресса, разрешающие потребителю взламывать iPhone для установки программ, не одобренных производителем, и DVD для создания небольших некоммерческих видео.
EFF инициировала кампанию MegaRetrieval с целью составить список пользователей, пострадавших от закрытия файлообменного сервиса Megaupload и утративших доступ к своим личным файлам, для защиты их интересов в суде.